# Správní obvod obce s rozšířenou působností Náměšť nad Oslavou
Správní obvod obce s rozšířenou působností Náměšť nad Oslavou je od 1. ledna 2003 jedním ze tří správních obvodů rozšířené působnosti obcí v okrese Třebíč v Kraji Vysočina. Čítá 27 obcí.
Město Náměšť nad Oslavou je zároveň obcí s pověřeným obecním úřadem, přičemž oba správní obvody jsou územně totožné.

## Seznam obcí
Poznámka: Města jsou vyznačena tučně, městyse kurzívou.
- Březník
- Čikov
- Hartvíkovice
- Hluboké
- Jasenice
- Jinošov
- Kladeruby nad Oslavou
- Kralice nad Oslavou
- Kramolín
- Krokočín
- Kuroslepy
- Lesní Jakubov
- Lhánice
- Mohelno
- Naloučany
- Náměšť nad Oslavou
- Ocmanice
- Okarec
- Popůvky
- Pucov
- Rapotice
- Sedlec
- Studenec
- Sudice
- Třesov
- Vícenice u Náměště nad Oslavou
- Zahrádka

## Obyvatelstvo
| Rok  | Obyv.  | ± %    |
| ---- | ------ | ------ |
| 1869 | 11 366 | —      |
| 1880 | 11 939 | +5 %   |
| 1890 | 12 528 | +4,9 % |
| 1900 | 12 895 | +2,9 % |
| 1910 | 13 079 | +1,4 % |

| Rok  | Obyv.  | ± %     |
| ---- | ------ | ------- |
| 1921 | 13 425 | +2,6 %  |
| 1930 | 14 173 | +5,6 %  |
| 1950 | 13 094 | −7,6 %  |
| 1961 | 14 946 | +14,1 % |
| 1970 | 14 933 | −0,1 %  |

| Rok  | Obyv.  | ± %    |
| ---- | ------ | ------ |
| 1980 | 14 489 | −3 %   |
| 1991 | 13 759 | −5 %   |
| 2001 | 13 689 | −0,5 % |
| 2011 | 13 636 | −0,4 % |
| 2021 | 13 791 | +1,1 % |